# كاخيلوتبلاته
كاخيلوتبلاته هو مرتفع رملي في بحر الشمال. وتقع بالقرب من ساحل ألمانيا، غرب جزيرة ياوست. ومنذ 2003، تبقى جزء من الجزيرة فوق المد العالي مما يكفي أن نطلق علي جزيرة. ويوجد هناك حشائش وكثبان.
الجزيرة الجديدة بطول 2.5 كيلومترات وحتى 1.3 كيلومتر عرض.